# Stralsunder Straßennamen
Dies ist ein Verzeichnis der Straßennamen der Hansestadt Stralsund.
Das Verzeichnis nennt den Namen der Straße und (in Klammern) den Ortsteil. Dazu wird eine Erläuterung (Jahr der Benennung, Grund) zum Straßennamen gegeben. Wegen der großen Anzahl an Straßen wurde das Verzeichnis nach den Anfangsbuchstaben der Straßennamen aufgeteilt.
Beispiel: Der Amanda-Weber-Ring findet sich unter A.
A
B
C
D
E
F
G
H
I
J
K
L
M
N
O
P
Q
R
S
T
U
V
W
Z

## Allgemeines

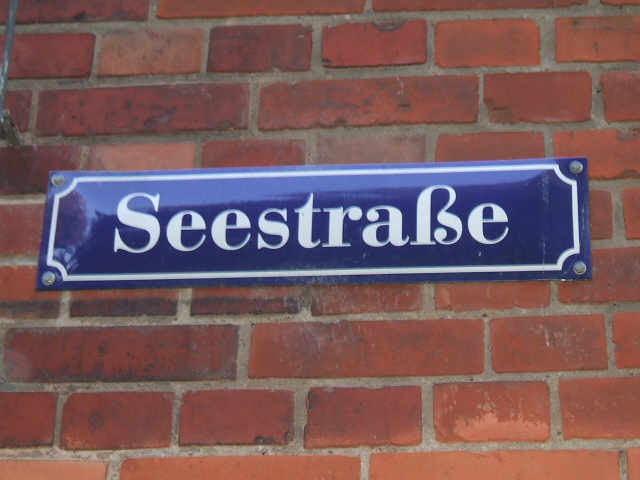
Seestraße

Änderungen in den Straßennamen gab es immer wieder, oft dann, wenn bei gesellschaftlichen Umwälzungen gewisse Personen nicht mehr in das Traditionsbild oder das Selbstverständnis der Politik passen. Andere Änderungen erfolgten einfach aus Gründen von Lautverschiebungen oder auch wegen falscher Niederschriften.
Ursprünglich wurden die Straßen nach Gewerken benannt, weshalb auch im Laufe der Zeit mit den Veränderungen bei den Gewerken ständig Straßennamen umbenannt wurden. Im Mittelalter wurden die Straßen oft nach den Familien benannt, die am Anfang einer Straße in der Nr. 1 wohnten. Die Straßennamen bezeichneten meist keine durchgehenden Straßen über mehrere Blocks, sondern jeweils einen Abschnitt von Straßenecke zu Straßenecke, dies wurde im Interesse eines einfacheren Postsystems 1869 geändert, so dass fast 70 Straßennamen entfielen.

### Personen- und Städtenamen
Viele Straßen tragen den Namen von Personen. Dabei sind allerdings Unterschiede zu beachten. In der Gründungszeit Stralsunds wurden Straßen zwar nach Personen benannt, allerdings nicht zur Ehrung dieser Personen, sondern einfach, weil das Haus dieser Person in einer Straße entweder am Anfang stand oder auch in dieser Straße hervortrat. Diese Art der Namen findet man z. B. in der Badenstraße, der Frankenstraße, der Knieperstraße oder auch der Ossenreyerstraße und der Semlower Straße. Die Straßennamen entwickelten sich dabei aus dem Sprachgebrauch und nicht auf Anordnung. Die namensgebenden Personen hatten in den Straßen also Besitztümer.
Anders verhält es sich bei den Straßen, die etwa ab der Mitte des 19. Jahrhunderts nach Personen benannt worden sind. Hier finden wir eindeutig das Motiv der Ehrung dieser Person aufgrund einer bestimmten Leistung. Diese Leistung hatte bei Straßenbenennungen bis zum Zweiten Weltkrieg zumeist regionale Bedeutung. So wurden im in den 1930er Jahren errichteten „Bürgermeisterviertel“ bedeutende Bürgermeister geehrt. Hier gibt es die Franz-Wessel-Straße, die Lambert-Steinwich-Straße, die Otto-Voge-Straße und die Gentzkowstraße. Diese Straßennamen entstanden administrativ und lassen keine Rückschlüsse auf Besitztümer der Personen zu. Nur wenige Straßen wurden vor dem Zweiten Weltkrieg nach überregional bedeutsamen Personen benannt. Vor allem die politischen Führer des Landes, wie Hindenburg (mit dem Hindenburgufer) wurden mit der Benennung einer Straße geehrt, oft bereits zu Lebzeiten. Hier lässt sich bereits der Trend einer politischen Gewichtung der Personen absehen.
In der Zeit nach dem Zweiten Weltkrieg wurden zunehmend Personen geehrt, die nicht direkt mit Stralsund in Verbindung standen. Dabei spielte die politische Gesinnung dieser Personen eine wichtige Rolle. Neben der Rückbenennung oder Umbenennung von Straßen, die Namen von unbeliebt gewordenen Personen trugen stand ein neuer, diesmal unter stalinistischen bzw. kommunistischen Aspekten stehender Personenkult im Mittelpunkt. So wurden Stalin mit der Benennung des Frankendamms oder auch Wilhelm Pieck in der Wilhelm-Pieck-Allee geehrt. Auch nach der Abkehr vom Stalinismus wurden bevorzugt Personen geehrt, die den Ideen des Sozialismus nahestanden bzw. denen dies von der Staatsführung unterstellt wurde. Allerdings kam man davon ab, Politiker zu ehren. Eine Ausnahme stellt ausgerechnet ein westlicher Politiker dar: Ein Teil der Sarnowstraße, in der auch das Stadttheater steht, wurde nach dem Tod Olof Palmes, der 1984 Stralsund zusammen mit Erich Honecker besucht hatte, in Olof-Palme-Platz umbenannt.
Überwiegend aber wurden Schriftsteller, Komponisten und andere Künstler aller Epochen mit einer Straßenbenennung geehrt. In den neuen Vierteln wurden zunächst Straßen nach nahen Orten, aber auch nach bedeutenden deutschen Musikern, später in den neueren Wohnvierteln, die in Plattenbauweise entstanden und tausenden Stralsundern ein neues, modernes Zuhause boten, überwiegend nach Künstler aus der DDR oder der UdSSR sowie nach Orten im sozialistischen Ausland benannt.
Nach der wirtschaftlichen und politischen Wende 1989/1990 erfolgten viele Umbenennungen von Straßennamen. Diese Umbenennungen waren zumeist politisch motiviert. Das Andenken an Künstler, die der DDR „gedient“ hatten, wurde aus dem Stadtbild getilgt. So wurde zum Beispiel aus der Johannes R. Becher, dem Dichter der Nationalhymne der DDR gewidmeten Straße die Rudolf-Virchow-Straße. Dabei blieben allerdings die Ehrungen für die beiden „Väter“ des Kommunismus, Karl Marx und Friedrich Engels mit der Karl-Marx-Straße und der Friedrich-Engels-Straße erhalten. Der nach Lenin benannte Platz erhielt wieder seinen historischen Namen Neuer Markt.
Viele Straßen wurden nun nach Orten benannt, mit denen Stralsund in der Zeit der Hanse wirtschaftliche Beziehungen unterhalten hatte, so z. B. die Lübecker Allee. Mit dem Kieler Ring ehrte die Stadt zudem die westdeutsche Partnerstadt Kiel.

### Berufsbezeichnungen
Schon im Mittelalter war es neben der Benennung von Straßen nach den in dieser Straße lebenden Personen üblich, Straßen nach dem in dieser angesiedelten Gewerken zu benennen. Hier spielte die Administration keine Rolle, der Volksmund übernahm die Namensgebung. Die Lage der Straßen lässt noch heute auf die Bedeutung dieser Berufe schließen. So sind die bedeutendsten und politisch einflussreichsten Zünfte in den größten und bedeutendsten Straßen angesiedelt gewesen; in den kleineren, meist am Rand der Stadt gelegenen dagegen die eher weniger bedeutenden. Die starke wirtschaftliche Stellung so bedeutender Gilden wie die der Gewandschneider etwa äußerte sich dann auch im Bau großer, eindrucksvoller Häuser, die die Benennung der Straße nach den Bewohnern dieser Häuser mit sich brachte. In den kleineren Straßen, die von weniger bedeutenden Gilden wie die der Böttcher besiedelt waren, gab es derartige eindrucksvolle Häuser kaum; sie wurden nach dem Berufszweig benannt, der hier überwiegend vertreten war, wie die Böttcherstraße belegt.